# Hemiphaisura gracilis
Hemiphaisura gracilis är en stekelart som först beskrevs av Heinrich 1938.  Hemiphaisura gracilis ingår i släktet Hemiphaisura och familjen brokparasitsteklar. Inga underarter finns listade i Catalogue of Life.